# Bronkhorstspruiti csata
A bronkhorstpuriti csata az első igazi búr–angol csata volt, amely egyben az első búr háború első összecsapása volt. Ezt megelőzően a búrok kisebb csoportokban végrehajtott alkalmi akciókkal zaklatták az egyes brit egységeket. Az ütközet Bronkhorstspruit várostól néhány kilométerre zajlott, egy brit hadoszlop és néhány búr milicista összecsapásaként.

## A hadseregek állapota az összecsapás előtt
A búr polgárok keveset tudtak a katonai fegyelemről, és még kevésbé ismerték a gyakorlatokat, mint a szorgalmasan gyakorolt az európai állandó hadseregek katonái. Viszont a búr gerillák már 6 éves korukban kiválóan lovagoltak, lőttek és vadásztak. Másik előnyük a helyismeret és a nesztelen rejtőzködés és lopakodás volt az angol katonákkal szemben. Azonban nem rendelkeztek korszerű katonai puskákkal, csak olcsó és régi vadászpuskákkal viszont ezekkel is képesek voltak megszorongatni az angolokat. 
A brit katonák, remekül képzettek és jó fegyverzetűek voltak. Előnyük a nagy fegyelem és korszerű ruházatuk és fegyverük volt. Hátrányuk viszont, hogy a szétszórt lesből támadó és ritkán csapatban rohamozó búrok ellen sor alakzat nem volt célszerű.

## A csata menete
A brit hadsereg katonái 1880. december 20-án Pretoria felé vonultak, létszámuk körülbelül 240 katona és 10 tiszt volt. A búrok ultimátumot küldtek az angol seregnek amelyben ultimátumban felszólították őket, hogy forduljanak vissza. Ám ezt az angol parancsnok elutasította, részben mert még nem tudott a közelgő támadásról és nem ismerte a búrok stratégiáját, és szívósságát. Részben pedig mert a búrokat roppantul lebecsülte, több angol parancsnokkal egyetemben.
Nem sokkal ezután a közelben lévő búrok 200 méternyi közelre kúsztak az angolokhoz. Váratlanul eldördültek a fegyverek és véres tűzharc kezdődött, azonban az angolok nem tudták honnan lőnek rájuk, és mire kell lőni. A búrok így vadkacsavadászatot rendeztek közöttük, fedezékeik és búvóhelyeik mögül folyton tűz alatt tartották a briteket, és néhány perccel később a legtöbb tiszt és 156 brit katona elesett. Nem egy angol tiszt nevezte a búrokat holmi közönséges, írástudatlan, mihaszna parasztnak, akik nem ismerik a diszciplínát, modortalanok, ezért fogalmuk se lehet a hadviselésről, mint egy britnek. Mivel Nagy-Britannia már ekkor kiterjedt gyarmatbirodalommal rendelkezett, igen sok angolt meglehetősen eltöltött egyfajta felsőbbrendűségi érzés és a legyőzhetetlenség hite. De az ütközet a búrok győzelmével ért véget.

## Lásd még
- Első búr háború
- Búrok